# 대수적 벡터 다발
대수기하학에서 대수적 벡터 다발(代數的vector다발, 영어: algebraic vector bundle)이란 전이 함수가 다항함수인 벡터 다발의 개념이다. 이는 다양체 위의 벡터 다발의 개념과 달리 임의의 체를 계수로 하여 정의될 수 있다.

## 정의
대수적 벡터 다발의 개념은 기하학적으로 어떤 특정한 스킴 사상으로 정의될 수 있으며, 어떤 특별한 가군층으로 정의될 수도 있다. 이 두 정의는 서로 동치이다.
1차원 대수적 벡터 다발은 대수적 선다발(영어: algebraic line bundle)이라고 한다.

### 스킴을 통한 정의
다음이 주어졌다고 하자.
- 스킴 {\displaystyle X}
- 자연수 {\displaystyle n}

만약 다음 조건들이 성립한다면, {\displaystyle \pi }를 {\displaystyle n}차원 대수적 벡터 다발이라고 한다.
- 스킴 {\displaystyle E}
- 전사 함수인 스킴 사상 {\displaystyle \pi \colon E\to X}
- {\displaystyle X}의 어떤 열린 덮개 구문 분석 실패 (SVG (브라우저 플러그인을 통해 MathML 활성화 가능): "http://localhost:6011/ko.wikipedia.org/v1/" 서버에서 잘못된 응답 ('Math extension cannot connect to Restbase.'):): {\displaystyle \mathcal U=\{U_i\}_{i\in I}}
- 각 구문 분석 실패 (SVG (브라우저 플러그인을 통해 MathML 활성화 가능): "http://localhost:6011/ko.wikipedia.org/v1/" 서버에서 잘못된 응답 ('Math extension cannot connect to Restbase.'):): {\displaystyle i\in I}
에 대하여, 스킴 동형 사상 {\displaystyle \pi ^{-1}(U_{i})\to \mathbb {A} _{U_{i}}^{n}=\mathbb {A} _{\mathbb {Z} }^{n}\times U_{i}}

이 조건은 다음을 만족시켜야 한다.
- 임의의 구문 분석 실패 (SVG (브라우저 플러그인을 통해 MathML 활성화 가능): "http://localhost:6011/ko.wikipedia.org/v1/" 서버에서 잘못된 응답 ('Math extension cannot connect to Restbase.'):): {\displaystyle i,j\in I}
 및 아핀 열린 부분 스킴 {\displaystyle \operatorname {Spec} R\hookrightarrow U_{i}\cap U_{j}}에 대하여, 이로 유도되는 가환환 준동형 {\displaystyle R[x_{1},\dotsc ,x_{n}]\to R[y_{1},\dotsc ,y_{n}]}은 어떤 정사각 행렬 {\displaystyle M\in \operatorname {Mat} (n,n;R)}에 대하여 {\displaystyle r\mapsto r\;\forall r\in R}, {\displaystyle x_{i}\mapsto \textstyle \sum _{i=1}^{n}x_{i}M_{ij}}로 주어진다. 또한, 이는 환의 동형 사상이어야 한다. 즉, {\displaystyle M}은 가역 행렬이다.

같은 스킴 {\displaystyle X} 위의 두 대수적 벡터 다발 구문 분석 실패 (SVG (브라우저 플러그인을 통해 MathML 활성화 가능): "http://localhost:6011/ko.wikipedia.org/v1/" 서버에서 잘못된 응답 ('Math extension cannot connect to Restbase.'):): {\displaystyle (E,\pi,\mathcal U)}
, {\displaystyle (E',\pi ',{\mathcal {U}}')} 사이의 동형 사상은 다음과 같은 데이터로 주어진다.
- {\displaystyle X}-스킴의 동형 사상 {\displaystyle \iota \colon E/X\to E'/X}

이 데이터는 다음 조건을 만족시켜야 한다.
- {\displaystyle (E,\pi ,{\mathcal {U}}\cap {\mathcal {U}}')}은 대수적 벡터 다발을 이룬다.

### 층 이론을 통한 정의
환 달린 공간 {\displaystyle (X,{\mathcal {O}}_{X})} 위의 국소 자유 가군층은 {\displaystyle {\mathcal {O}}_{X}}-가군층 {\displaystyle {\mathcal {E}}} 가운데 다음 조건을 만족시키는 것이다.
- 임의의 {\displaystyle x\in X}에 대하여, 구문 분석 실패 (SVG (브라우저 플러그인을 통해 MathML 활성화 가능): "http://localhost:6011/ko.wikipedia.org/v1/" 서버에서 잘못된 응답 ('Math extension cannot connect to Restbase.'):): {\displaystyle \mathcal E \restriction U_i \cong (\mathcal O_X\restriction U)^{\oplus n}}
인 자연수 {\displaystyle n\in \mathbb {N} }과 열린 근방 {\displaystyle U\ni x}dㅣ 존재한다.

환 달린 공간 {\displaystyle (X,{\mathcal {O}}_{X})} 위의 {\displaystyle n}차원 대수적 벡터 다발(또는 유한 계수 국소 자유층)은 {\displaystyle {\mathcal {O}}_{X}}-가군층 {\displaystyle {\mathcal {E}}} 가운데 다음 조건을 만족시키는 것이다.
- 어떤 열린 덮개 {\displaystyle (U_{i})_{i\in I}}에 대하여, 다음이 성립한다.
구문 분석 실패 (SVG (브라우저 플러그인을 통해 MathML 활성화 가능): "http://localhost:6011/ko.wikipedia.org/v1/" 서버에서 잘못된 응답 ('Math extension cannot connect to Restbase.'):): {\displaystyle \forall i\in I\colon\mathcal E \restriction U_i \cong (\underbrace{\mathcal O_X\oplus\dotsb\oplus\mathcal O_X}_n) \restriction U_i}

즉, 이는 국소 자유 가군층 가운데 계수가 일정하며 유한한 것이다.

### 두 정의 사이의 관계
층 이론을 통한 정의는 임의의 환 달린 공간에 대하여 정의되며, 반대로 스킴을 통한 정의는 스킴에 대해서만 정의된다. 스킴은 환 달린 공간의 특수한 경우이며, 스킴의 경우 이 두 정의는 서로 동치이다.:128–129, Exercise Ⅱ.5.18 구체적으로, 스킴을 통한 정의에서, 대수적 벡터 다발 {\displaystyle \pi \colon E\to X}의 단면들은 가군층을 이루며, 이 가군층은 층을 통한 정의에 부합한다.

## 성질
가가 정리에 따라서, 복소수 사영 대수다양체에 대응되는 콤팩트 복소다양체 위의 모든 해석적 벡터 다발은 대수적 벡터 다발로 주어진다.